# Lock 'n' Chase
Lock 'n' Chase es un videojuego arcade lanzado en 1981 por Data East. El juego estaba disponible en versiones dedicadas y para el DECO Cassette System.

## Objetivo del juego
Lock 'n' Chase es un juego de laberintos. Aquí el jugador intenta recoger todas las monedas mientras cuatro policías (llamados Spiffy, Smarty, Scaredy y Silly) tratan de detenerlo. Si bien aquí no hay ningún tipo de invencibilidad como en el Pac-Man para poder comer a los policías, sí es posible bloquearlos con las paredes (o mejor aún, atraparlos en las esquinas). Cuando el jugador termina de recoger todas las monedas, se abrirán dos salidas que permitirán escapar de los policías.

## Puntaje
- Moneda: 20 puntos
- Sombrero: 200 puntos
- Corona: 300 puntos
- Maletín: 500 puntos
- Teléfono: 100 puntos
- Reloj: 800 puntos
- Cámara: 1.000 puntos
- Gafas de sol: 2.000 puntos
- Linterna: 400 puntos
- Llave: 3.000 puntos
- Corazón: 5.000 puntos
- Bolsas con dinero: 500, 1.000, 2.000, 4.000 puntos
- Atrapar a un policía: 100 puntos
- Atrapar a dos policías: 300 puntos
- Atrapar a tres policías: 1.000 puntos
- Atrapar a cuatro policías: 2.000 puntos